# Ниязи, Тарик
Тарик Масуд Ниязи (англ. Tariq Masood Niazi, 15 марта 1940, Мианвали, Британская Индия — 20 апреля 2008, Равалпинди, Пакистан) — пакистанский хоккеист (хоккей на траве), нападающий. Олимпийский чемпион 1968 года, серебряный призёр летних Олимпийских игр 1964 года.

## Биография
Тарик Ниязи родился 15 марта 1940 года в индийском городе Мианвали.
Играл в хоккей на траве за ПИА из Карачи.
В 1962 году в составе сборной Пакистана завоевал золотую медаль хоккейного турнира летних Азиатских игр в Джакарте.
В 1964 году вошёл в состав сборной Пакистана по хоккею на траве на Олимпийских играх в Токио и завоевал серебряную медаль. Играл на позиции нападающего, провёл 2 матча, мячей не забивал.
В 1966 году в составе сборной Пакистана завоевал серебряную медаль хоккейного турнира летних Азиатских игр в Бангкоке.
В 1968 году вошёл в состав сборной Пакистана по хоккею на траве на Олимпийских играх в Мехико и завоевал золотую медаль. Играл на позиции нападающего, провёл 2 матча, забил 2 мяча (по одному в ворота сборных Малайзии и Кении).
В 1961—1968 годах провёл за сборную Пакистана 76 матчей, забил 50 мячей.
По окончании игровой карьеры недолго работал менеджером и тренером сборной Пакистана.
Умер 20 апреля 2008 года в пакистанском городе Равалпинди в результате остановки сердца.

## Память
В Мианвали городской хоккейный стадион назван именем Тарика Ниязи.